# Kommittén för den kvinnliga agitationen
Kommittén för den fackliga agitationen, vanligen kallad Agitationskommittén, var en undergrupp inom Stockholms Allmänna Kvinnoklubb med ansvar för att engagera kvinnor i fackföreningsrörelsen.
Den utbildade kvinnor till talade för att kunna arbeta bland just kvinnliga talare, då kvinnor antogs nå andra kvinnor bättre. Efter en första, tillfällig början 1894, organiserades en permanent kommitté år 1897. Den ombildades till Kvinnornas fackförbund år 1902. 

## Ordförande
- 1897–1899: Gertrud Månsson
- 1899–1902: Anna Sterky